# Nazionale di slittino della Germania
La nazionale di slittino della Germania è la rappresentativa nazionale della Germania in tutte le manifestazioni dello slittino, dalle Olimpiadi ai mondiali, passando per gli europei e la Coppa del Mondo.
Raggruppa tutti gli slittinisti di nazionalità tedesca selezionati dagli appositi organi ed è posta attualmente sotto l'egida della Bob- und Schlittenverband für Deutschland (BSD); sono inoltre previste squadre giovanili, che prendono parte ai Giochi olimpici giovanili, ai mondiali juniores, alle Coppe del Mondo juniores e giovani, nonché a tutte le altre manifestazioni internazionali di categoria.

## Storia

### Dalle origini alla seconda guerra mondiale
La federazione tedesca è stata una delle tre associazioni che nel 1913 fondarono a Dresda la Internationale Schlittensportverband, ossia la "Federazione Internazionale degli Sport con Slitte" e già dalla seconda edizione dei campionati europei a Schreiberhau 1928 i rappresentanti della nazionale tedesca dominarono la competizione conquistando la medaglia d'oro e quella d'argento sia nel singolo femminile, con Hilde Raupach e Margarethe Wolf, sia nel doppio, grazie alle coppie formate da Herbert Elger e Wilhelm Adolf e da Richard Feist e Walter Feist, oltre a quella di bronzo nel singolo uomini ottenuta da Kurt Wagner.
Da quel momento in poi la nazionale teutonica è sempre stata protagonista in tutte le più importanti gare di slittino e per quanto concerne i soli campionati continentali, che all'epoca erano la più prestigiosa delle competizioni slittinistiche, gli atleti tedeschi, nelle sei successive edizioni disputate prima dello stop bellico occorso nel 1940, ottennero ben quattro titoli europei nel singolo uomini con Martin Tietze, due nel singolo femminile con Friedel Tietze e tutte e sei le medaglie d'oro nel doppio per merito in una occasione di Richard Feist e Walter Feist, dallo stesso Walter Feist in coppia con Walter Kluge per ben quattro volte ed il restante titolo fu vinto da Martin Tietze con Kurt Weidner. Inoltre nelle stesse edizioni dei campionati la nazionale della Germania conquistò otto medaglie d'argento ed una di bronzo.

### La Germania divisa
Dopo la conclusione della seconda guerra mondiale, la Germania fu suddivisa in quattro zone di occupazione, ognuna sotto il controllo delle quattro potenze vincitrici. Nonostante l'intento iniziale fosse quello di governare insieme una Germania unitaria, a causa delle tensioni dovute alla guerra fredda le zone poste sotto il dominio francese, britannico e statunitense costituirono nel 1949 la Repubblica Federale Tedesca mentre la zona di occupazione sovietica divenne nello stesso anno la Repubblica Democratica Tedesca. Di conseguenza durante il periodo in cui la Germania si presentò divisa in due differenti Stati cessò di esistere anche la nazionale tedesca, ma dalle sue ceneri nacquero due distinte nazionali: quella della Germania Ovest e quella della Germania Est.
Solamente in una circostanza le due squadre parteciparono congiuntamente ad un evento: in occasione dell'esordio dello slittino ai Giochi olimpici di Innsbruck 1964, quando le due Germanie gareggiarono con il nome di Squadra Unificata Tedesca; con questa denominazione infatti gli atleti della Germania Est e della Germania Ovest presero parte con un'unica rappresentativa sia alle olimpiadi estive sia a quelle invernali nelle edizioni del 1956, del 1960 e del 1964.
Presente dunque ad Innsbruck come squadra unificata, la nazionale tedesca fece incetta di medaglie, conquistando tutti e tre i gradini del podio nel singolo uomini grazie a Thomas Köhler, Klaus-Michael Bonsack ed Hans Plenk, mentre il quarto atleta tedesco in gara, Fritz Nachmann, non riuscì a concludere la competizione, ed ottenendo la medaglia d'oro e quella d'argento nella gara femminile con Ortrun Enderlein ed Ilse Geisler, mentre la terza slittinista teutonica, l'allora quarantreenne Minna Blüml, giunse decima. Solo nel doppio non riuscì ad ottenere medaglie, dovendosi accontentare del quarto posto colto da Walter Eggert ed Helmut Vollprecht; l'altro duo composto da Thomas Köhler e Klaus-Michael Bonsack invece non portò a termine la gara.

### Dalla riunificazione della Germania a prima del nuovo millennio
La caduta del Muro di Berlino diede la spinta definitiva alla riunificazione tedesca che avvenne ufficialmente il 3 ottobre 1990, portando la fusione delle due nazionali dell'Est e dell'Ovest in una nuova definitiva Germania a partire dalla stagione 1990/91. Alcuni degli slittinisti tedeschi più forti ed affermati del periodo si erano ritirati nel 1989 dopo la caduta del Muro, nonostante ciò la nuova composizione della nazionale fu formata da atleti quali Georg Hackl, Jens Müller, René Friedl, Stefan Krauße, Jan Behrendt, Jörg Hoffmann, Jochen Pietzsch, Yves Mankel, Thomas Rudolph, Susi Erdmann, Jana Bode e Gabriele Kohlisch, ovverosia alcuni tra i più titolati slittinisti di tutti i tempi.
Sotto la bandiera della Germania unita infatti tutti loro ottennero prestigiosi risultati, ad eccezione dei soli Jörg Hoffmann e Jochen Pietzsch, che nel doppio non riuscirono a rinverdire i fasti dei loro successi ottenuti ai tempi della Germania Est e si ritirarono dopo la mancata qualificazione ai Giochi olimpici di Albertville 1992. Tra gli atleti più vittoriosi invece spicca Georg Hackl, che aveva nel frattempo abbandonato la specialità del doppio per dedicarsi esclusivamente al singolo, il quale vinse ben tre medaglie d'oro consecutive ai Giochi di Albertville 1992, di Lillehammer 1994 e di Nagano 1998, oltre all'argento a Salt Lake City 2002, nonché il titolo mondiale ad Igls 1997; inoltre per ben sette volte fu medaglia d'argento ed in un'altra occasione giunse terzo ai campionati mondiali e nella classifica finale di Coppa del Mondo sempre per sette volte fu secondo ed altre cinque volte concluse al terzo posto. L'unico altro compatriota in grado di ottenere buoni risultati nel singolo maschile in quel periodo, ad eccezione della medaglia d'oro europea vinta da René Friedl a Winterberg 1992, fu Jens Müller, che conquistò il bronzo olimpico a Nagano 1998, vinse un oro, a Sankt Moritz 2000, un argento ed un bronzo ai mondiali e due titoli europei a Sigulda 1996 ed a Winterberg 2000; giunse inoltre due volte secondo e tre volte terzo in classifica finale di Coppa del Mondo.
Nel doppio la coppia più titolata di quel periodo è stata quella formata da Stefan Krauße e Jan Behrendt che conquistò l'oro alle Olimpiadi di Albertville 1992 e di Nagano 1998 ed il bronzo in quelle di Lillehammer 1994; inoltre vinse tre titoli iridati a Winterberg 1991, a Calgary 1993 ed a Lillehammer 1995, due campionati europei a Sigulda 1996 e ad Oberhof 1998 e trionfò per tre stagioni consecutive, nel 1993/94, nel 1994/95 e nel 1995/96, nella classifica di Coppa del Mondo. Altri doppi capaci di conquistare importanti piazzamenti in quegli anni furono quello formato da Yves Mankel e Thomas Rudolph, che raggiunse la seconda piazza ai Giochi di Albertville 1992, ottenendo anche un argento mondiale e piazzandosi in due occasioni al secondo posto nella graduatoria di Coppa, e quello composto da Steffen Skel e Steffen Wöller, che conseguì due argenti ed un bronzo mondiali, vinse il titolo europeo ad Oberhof 2004 e trionfò in Coppa del Mondo nella stagione 2000/01.
Nel femminile il dominio delle atlete tedesche fu ancor più netto, salendo sul podio in tutte le manifestazioni cui la Germania prese parte, ottenendo quasi sempre anche la medaglia d'oro. Le uniche volte in cui la vittoria sfuggì ad una slittinista teutonica furono alle olimpiadi di Albertville 1992 e di Lillehammer 1994, ai mondiali di Calgary 1993, agli europei di Schönau am Königssee 1994 ed in tre edizioni della Coppa del Mondo. Tra le principali fautrici di questa eccezionale collezione di titoli e medaglie si annoverano Susi Erdmann, che proprio nelle due edizioni dei Giochi menzionate fu l'unica tedesca a salire sul podio, cogliendo rispettivamente la medaglia di bronzo e quella d'argento e che vinse due titoli mondiali a Winterberg 1991 e ad Igls 1997, oltre ad altri due secondi posti iridati, l'oro europeo a Winterberg 1992 e la Coppa del Mondo nel 1990/91 e nel 1991/92, prima di passare con successo alla disciplina del bob; Gabriele Kohlisch, vincitrice ai mondiali di un oro a Lillehammer 1995 ed altri due argenti, nonché della sfera di cristallo nella stagione 1993/94 ed anch'essa poi dedicatasi al bob; Jana Bode che conquistò una medaglia d'oro, ad Altenberg 1996, una d'argento ed una di bronzo ai campionati mondiali, il titolo europeo a Sigulda 1996 e la Coppa del Mondo 1995/96; Silke Kraushaar-Pielach, vincitrice di tre medaglie olimpiche: quella d'oro a Nagano 1998, quella di bronzo a Salt Lake City 2002 e quella d'argento a Torino 2006, campionessa del mondo a Nagano 2004 ed altre due volte seconda classificata, tre volte medaglia d'oro europea, ad Oberhof 1998, ad Oberhof 2004 ed a Winterberg 2006 e cinque volte vincitrice della classifica di Coppa del Mondo: nel 1998/99, nel 2000/01, nel 2001/02, nel 2005/06 e nel 2006/07; Barbara Niedernhuber, vincitrice di due medaglie d'argento olimpiche, a Nagano 1998 ed a Salt Lake City 2002, quattro volte seconda e due volte terza ai campionati mondiali e trionfatrice in Coppa del Mondo nella stagione 2004/05 e Sonja Wiedemann, campionessa del mondo a Schönau am Königssee 1999 e medaglia di bronzo l'anno seguente.
Forte di questi risultati la Germania fece incetta di medaglie anche nella gara a squadre: vinse il titolo mondiale nelle edizioni di Winterberg 1991, Calgary 1993 e Lillehammer 1995 e giunse seconda nelle altre tre rassegne iridate di quel periodo: Altenberg 1996, Igls 1997 e Schönau am Königssee 1999; in quest'ultima edizione inoltre, la prima in cui fu data la possibilità ad ogni nazionale di schierarsi al via della competizione con due diverse squadre, ottenne anche la medaglia di bronzo. Ai campionati europei colse la medaglia d'oro in tre occasioni: a Winterberg 1992, a Sigulda 1996 e ad Oberhof 1998, arrivando seconda nell'edizione di Schönau am Königssee 1994.

### Dal 2000 ai giorni nostri
La nazionale tedesca, oltre alle medaglie ricadenti in questo periodo e già menzionate nel capitolo precedente conquistate per merito di Georg Hackl, Jens Müller, Silke Kraushaar-Pielach, Barbara Niedernhuber, Steffen Skel e Steffen Wöller, ha continuato la sua tradizione vincente proseguendo a fare incetta di titoli ed allori in tutte le specialità. Nel singolo uomini i migliori risultati sono stati ottenuti da Felix Loch, oro olimpico a Vancouver 2010 ed a Soči 2014, quattro volte campione del mondo ed una volta europeo, nonché vincitore in tre occasioni della Coppa del Mondo, da David Möller con il secondo posto ai Giochi di Vancouver 2010 e due titoli mondiali al suo attivo e da Andi Langenhan, campione europeo a Paramonovo 2012 e tre volte sul podio nelle rassegne iridate.
Nel doppio la coppia tedesca formata da Patric Leitner e Alexander Resch è stata quella che ha conseguito il maggior numero di trofei, quali l'oro ai Giochi di Salt Lake City 2002 ed il bronzo in quelli di Vancouver 2010, quattro titoli mondiali e tre europei e per sei volte la vittoria nella classifica finale di Coppa del Mondo. Altri doppi che hanno ottenuto importanti risultati sono quelli formati da André Florschütz e Torsten Wustlich, argento alle Olimpiadi di Torino 2006, campioni del mondo in tre occasioni e vincitori della sfera di cristallo nella stagione 2009/10, da Tobias Wendl e Tobias Arlt vincitori del titolo olimpico a Soči 2014 e di quello iridato a Whistler 2013 e per tre volte vincitori della Coppa del Mondo nonché da Toni Eggert e Sascha Benecken, campioni europei ad Oberhof 2013 ed in due occasioni medaglia d'argento ai mondiali.
È continuato quasi indisturbato il dominio teutonico anche nel singolo femminile e solamente i mondiali di Lake Placid 2009 e gli europei di Sigulda 2010 e di Paramonovo 2012 non hanno visto la vittoria di atlete tedesche, comunque sempre a podio. Sylke Otto si è aggiudicata la medaglia d'oro sia ai Giochi di Salt Lake City 2002 sia a quelli di Torino 2006, in quattro edizioni dei mondiali ed in due degli europei e per quattro volte la Coppa del Mondo; Tatjana Hüfner ha ottenuto la vittoria a Vancouver 2010, l'argento a Soči 2014 ed il bronzo a Torino 2006, ha conquistato in quattro occasioni il titolo iridato e per cinque volte la Coppa del Mondo; Natalie Geisenberger è salita sul terzo gradino del podio a Vancouver 2010 ed ha ottenuto l'oro a Soči 2014, ha vinto un titolo mondiale a Whistler 2013, due europei a Cesana Torinese 2008 e ad Oberhof 2013 e due trofei di cristallo nelle stagioni 2012/13 e stagione 2013/14.
Nella gara a squadre la nazionale della Germania è stata l'indiscussa dominatrice del periodo: ai campionati mondiali ha conquistato la medaglia d'oro in tutte e dieci le edizioni disputate ed inoltre nelle edizioni di Sankt Moritz 2000 e di Calgary 2001, le uniche insieme a quella del 1999 in cui potevano partecipare due diversi team per ciascuna nazionale, ottenne anche quella d'argento. Ai campionati europei inoltre ha vinto il titolo in cinque occasioni e solo in due edizioni è finita fuori dal podio; istituita questa competizione anche in sede di Coppa del Mondo dalla stagione 2003/04, la Germania ha sempre primeggiato nella classifica finale di specialità ad eccezione dell'edizione 2005/06 in cui dovette accontentarsi del secondo posto dietro l'Italia. A Soči 2014, esordio della specialità ai Giochi olimpici, la squadra formata da Geisenberger, Loch, Wendl e Arlt ha vinto il titolo con oltre un secondo di vantaggio sulla più immediata inseguitrice.